# Campionati europei di atletica leggera 2010 - 10000 metri piani maschili

## Podio
| #       | Atleta         | Nazionalità   | Tempo    | Note |
| ------- | -------------- | ------------- | -------- | ---- |
| Oro     | Mo Farah       | Gran Bretagna | 28'24"99 |      |
| Argento | Chris Thompson | Gran Bretagna | 28'27"33 |      |
| Bronzo  | Daniele Meucci | Italia        | 28'27"33 |      |

## Record
Prima di questa competizione, il record del mondo (RM), il record europeo (EU) ed il record dei campionati (RC) sono i seguenti:
| Record                | Tempo    | Atleta           | Luogo     | Data       |
| --------------------- | -------- | ---------------- | --------- | ---------- |
| Record mondiale       | 26'17"53 | Kenenisa Bekele  | Bruxelles | 26-08-2005 |
| Record europeo        | 26'52"30 | Mohammed Mourhit | Bruxelles | 03-09-1999 |
| Record dei campionati | 27'30"99 | Martti Vainio    | Praga     | 29-08-1978 |

## Programma
| Data           | Ora   | Turno  |
| -------------- | ----- | ------ |
| 27 luglio 2010 | 21:05 | Finale |

## Risultati

### Finale
Martedì 27 luglio, ore 21:05 CEST.
| #       | Atleta               | Paese         | Tempo    | Note                                     |
| ------- | -------------------- | ------------- | -------- | ---------------------------------------- |
| Oro     | Mo Farah             | Gran Bretagna | 28'24"99 |                                          |
| Argento | Chris Thompson       | Gran Bretagna | 28'27"33 |                                          |
| Bronzo  | Daniele Meucci       | Italia        | 28'27"33 |                                          |
| 4       | Ayad Lamdassem       | Spagna        | 28'34"89 |                                          |
| 5       | Carles Castillejo    | Spagna        | 28'49"69 | Miglior prestazione personale stagionale |
| 6       | Christian Belz       | Svizzera      | 28'54"01 | Miglior prestazione personale stagionale |
| 7       | Andrea Lalli         | Italia        | 29'05"20 |                                          |
| 8       | Youssef El Kalay     | Portogallo    | 29'07"61 |                                          |
| 9       | Christian Glatting   | Germania      | 29'09"84 |                                          |
| 10      | Abdellatif Meftah    | Francia       | 29'14"74 |                                          |
| 11      | Marcin Chabowski     | Polonia       | 29'15"65 |                                          |
| 12      | Jan Fitschen         | Germania      | 29'16"59 |                                          |
| 13      | Jussi Utriainen      | Finlandia     | 29'16"87 |                                          |
| 14      | Sondre Nordstad Moen | Norvegia      | 29'19"63 |                                          |
| 15      | Filmon Ghirmai       | Germania      | 29'28"31 |                                          |
| 16      | Stsiapan Rahautou    | Bielorussia   | 29'40"19 |                                          |
| 17      | Matti Räsänen        | Finlandia     | 29'45"95 |                                          |
| 18      | Pavel Shapovalov     | Russia        | 29'50"02 |                                          |
| 19      | José Rocha           | Portogallo    | 29'50"41 |                                          |
| 20      | Moges Tesseme        | Israele       | 29'50"78 |                                          |
| 21      | Marius Ionescu       | Romania       | 30'21"76 |                                          |
| 22      | Kemal Koyuncu        | Turchia       | 30'28"83 |                                          |
| -       | Manuel Ángel Penas   | Spagna        | NF       |                                          |
| -       | Monder Rizki         | Belgio        | NF       |                                          |
| -       | Michael Schmid       | Austria       | NF       |                                          |
| -       | Rui Pedro Silva      | Portogallo    | NF       |                                          |

Leggenda: SQ = squalificato; NF = ritirato.